# 小倉公雄
小倉 公雄（おぐら きんお）は、鎌倉時代中期から後期にかけての公卿。小倉と号する。左大臣・洞院実雄の二男。官位は正二位・権中納言。小倉家の始祖とみなされている。

## 経歴
以下、『公卿補任』、『尊卑分脈』の内容に従って記述する。
- 宝治3年（1248年）2月8日、叙爵。
- 建長2年（1250年）5月20日、侍従に任ぜられる。
- 建長3年（1251年）4月3日、従五位上に昇叙。
- 建長4年（1252年）1月5日、正五位下に昇叙[1]。同年12月4日、右少将に任ぜられる。
- 建長5年（1253年）1月13日、遠江権介を兼ねる。
- 建長6年（1254年）1月6日、従四位下に昇叙。同月7日、叙留。
- 建長7年（1255年）4月12日、右中将に転任。
- 建長8年（1256年）1月6日、従四位上に昇叙。同年7月2日、左中将に転任。同年11月22日、中宮権亮を兼ねる。
- 康元2年（1257年）1月22日、美濃権介を兼ねる。
- 正嘉2年（1258年）2月26日、禁色を許される。同年5月14日、正四位下に昇叙。
- 正元元年（1259年）12月19日、中宮権亮を兼ねる。
- 弘長元年（1261年）5月25日、従三位に叙される。同日、左中将は元の如し。
- 弘長2年（1262年）1月19日、尾張権守を兼ねる。同年3月29日、正三位に昇叙[2]。同年10月13日、皇后宮権大夫を兼ねる。
- 文永元年（1264年）12月24日、皇后宮権大夫を止める。
- 文永3年（1266年）10月24日、参議に任ぜられる。左中将は元の如し。同年11月2日、左兵衛督を兼ね検非違使別当に補される。
- 文永4年（1267年）2月1日、備前権守を兼ねる。同月23日、権中納言に任ぜられる。同月27日、左兵衛督に改めて任ぜられ検非違使別当も元の如し。同年6月21日、左兵衛督と検非違使別当を辞す。
- 文永5年（1268年）2月20日、従二位に昇叙。
- 文永6年（1269年）6月7日、帯剣を許される。
- 文永7年（1270年）1月5日、正二位に昇叙。
- 文永9年（1272年）2月22日、出家[3]。法名は顕覚。

## 突然の出家
『増鏡』によれば、後嵯峨院に目をかけられていた公雄は、後嵯峨院の崩御を悲しんで文永9年（1272年）に出家してしまった。父・実雄にとっては長男公宗が弘長3年（1263年）に早世したことに続いて二男の公雄が出家してしまったために、大変悲しんだと記されている。

## 生没年について
公雄は生没年が不詳であるが兄弟姉妹の生年を見ると、兄公宗は仁治2年（1241年）生まれ、佶子は寛元3年（1245年）生まれ、愔子は寛元4年（1246年）生まれ、弟の公守は建長元年（1249年）生まれである。公宗、佶子と同母兄弟である公守が5歳で叙爵されていることから、公雄も4〜6歳で叙爵されたと仮定すると公雄の生年は1242〜44年頃なのではないだろうか。出家したのが文永9年（1272年）であるから、昇進速度はかなり早い方である。
没年については正中百首に詠進しているらしく、正中2年（1325年）までの存在が確認できるという。

## 系譜
- 父：洞院実雄
- 母：一条頼氏娘
- 妻：姉小路実世娘
  - 長男：小倉実教
- 妻：九条良平娘
  - 女子：季子 - 従一位。洞院実泰室、洞院公賢生母
- 生母不明の子女
  - 男子：證季
  - 男子：実覚
  - 女子：惟雲親王母
  - 女子：権中納言冬良室